# Harry Lorayne
Harry Lorayne (Nova Iorque, 4 de maio de 1926 – Newburyport, 7 de abril de 2023) foi um ilusionista estado-unidense e especialista na área de estudos da memória.
Já escreveu vários livros, entre eles o best-seller Segredos do Poder da Mente, de 1961, com várias edições posteriores. Seu modo de escrever é de fácil entendimento, se expressa de forma clara  e passa credibilidade e conhecimento, já que atuou nessa área há muito tempo, além de desmistificar muito dos maus hábitos de memória.

## Escritor e editor
Harry Lorayne foi um autor prolífico de livros de treinamento de memória destinados ao público, bem como livros para mágicos profissionais. Seu '' The Memory Book'' vendeu mais de dois milhões de cópias, enquanto em Chronicles: Volume One, Bob Dylan escreve que leu o livro de Lorayne pouco antes de se tornar uma estrela da música depois de encontrá-lo no livro coleção de um amigo.

### Publicações
- How To Develop a Super Power Memory (1957)
- Harry Lorayne's Secrets of Mind Power (1961)
- Close-Up Card Magic (1962)
- Personal Secrets (1964)
- My Favorite Card Tricks (1965)
- Dingle's Deceptions (1966)
- Miracle Math (1966)
- Best of Bill-fooled (1967)
- Deck-Sterity (1967)
- The Harry Lorayne Memory Isometrics Course (1968)
- Reputation-Makers (1971)
- Tarbell #7 (1972)
- The Great Divide (1972)
- Good Memory – Good Student! A Guide to Remembering What To Learn (1972)
- Rim Shots (1973)
- The Memory Book: The Classic Guide to Improving Your Memory at Work, at School, and at Play (1974, with Jerry Lucas)
- Afterthoughts (1975)
- The Epitome Location (1976)
- Remembering People (The Key To Success) (1976)
- The Magic Book (1977)
- The Card Classics of Ken Krenzel (1978)
- Quantum Leaps (1979)
- Best of Friends, Vol. 1 (1982)
- Memory Makes Money (1985)
- Best of Friends, Vol. 2 (1985)
- Star Quality (1987)
- Page-A-Minute Memory Book (1987)
- Super Memory - Super Student: How to Raise Your Grades in 30 Days (1990)
- Trend Setters (1990)
- Doug Edwards Packs A Wallop (1997)
- Complete Guide To Memory Mastery (1998)
- The Himber Wallet Book (1998)
- Personal Collection (2001)
- How to get Rich Using the power of your mind (2003)
- The Classic Collection, Volume 1 (contém Close-Up Card Magic, Personal Secrets, My Favorite Card Tricks, Deck-Sterity, The Epitome Location) (2005)
- Ageless Memory: Simple Secrets for Keeping Your Brain Young (2007)
- Best of Friends, Vol. 3 (2007)
- The Classic Collection, Volume 2 (contendo Reputation-Makers, Rim Shots, Afterthoughts) (2008)
- The Classic Collection, Volume 3 (contains Quantum Leaps, Trend Setters, Dingle's Deceptions, The Great Divide) (2010)
- Special Effects (2011)
- The Classic Collection, Volume 4 (contendo The Magic Book, Star Quality, The Card Classics of Ken Krenzel) (2012)
- Before I Forget (memoirs/autobiography) (2013)
- The Classic Collection, Volume 5 (contendo Doug Edwards Packs A Wallop, The Himber Wallet Book, Mathematical Wizardry) (2014)
- Jaw Droppers (2015)
- Jaw Droppers Two (2017)
- And Finally! (2018)

### Colunas
- Apocalypse Magazine – 1978–1997
- Genii Magazine